# پابلو مورگادو
پابلو مورگادو (انگلیسی: Pablo Morgado؛ زادهٔ ۳۱ مهٔ ۱۹۸۹) بازیکن فوتبال اهل اسپانیا است.